# 孫一致
孙一致（1619年—1693年），字惟一，号业澜，亦号箨庵，江南盐城大孙庄人，清初政治人物。

## 生平
生于明萬曆四十七年（1619年）八月。早年受伯父孫榘的教導，自小能讀四书五经。顺治十一年（1654年）考取江南乡试第三十一名举人。顺治十五年（1658年）进士一甲第二名（榜眼），授翰林院编修。官至侍讀學士。康熙元年（1662年）以亲老告归。康熙六年（1667年）走遍江苏、浙江、山东等地。工於詩，學宗杜甫，宋曹说：“孙学士的诗，其阴绝高远奇矫无比，七子不足拟即。”康熙二十一年（1682年）患风湿麻痹症。康熙三十二年（1693年）病卒。其好友宋曹、刘沁区編有《世耕堂诗集》两卷。